# Kamzičí vrch (Lužické hory)
Kamzičí vrch (něm. Himpelberg) je na úbočích zalesněná znělcová kupa o nadmořské výšce 623 metrů na severu České republiky, v Lužických horách, v okrese Děčín, cca 2 km jižně od Chřibské. Na vrcholku, na jižním a jihozápadním svahu je několik skalních výchozů a suťové pole s občasným výskytem kamzíka.
Vrchol je porostlý statnými buky a umožňuje spolu se skalisky dílčí výhledy.

## Název
Vrchol se do roku 2006 nazýval Chřibský vrch.

## Další informace
Kamzičí vrch je součástí masivu, jehož dalším vrcholem je bezejmenný vrch (563 m), někdy též nazývaný Na Širokém. Na severozápadním úbočí tohoto vrchu u silnice II/263 se nachází lesní divadlo zřízené v roce 1931 v opuštěném pískovcovém lomu a obnovené v roce 1996.

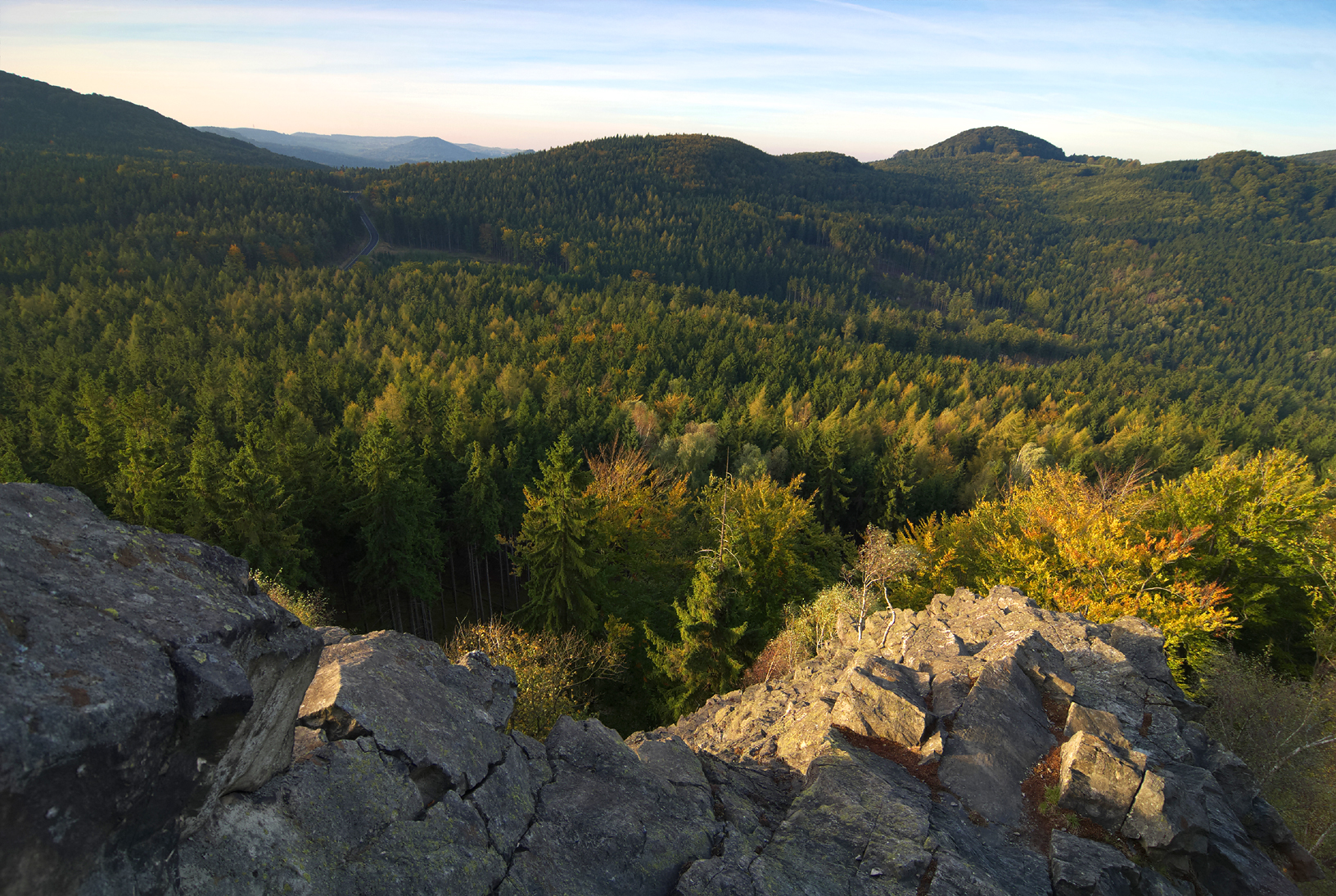
Výhled ze skalisek
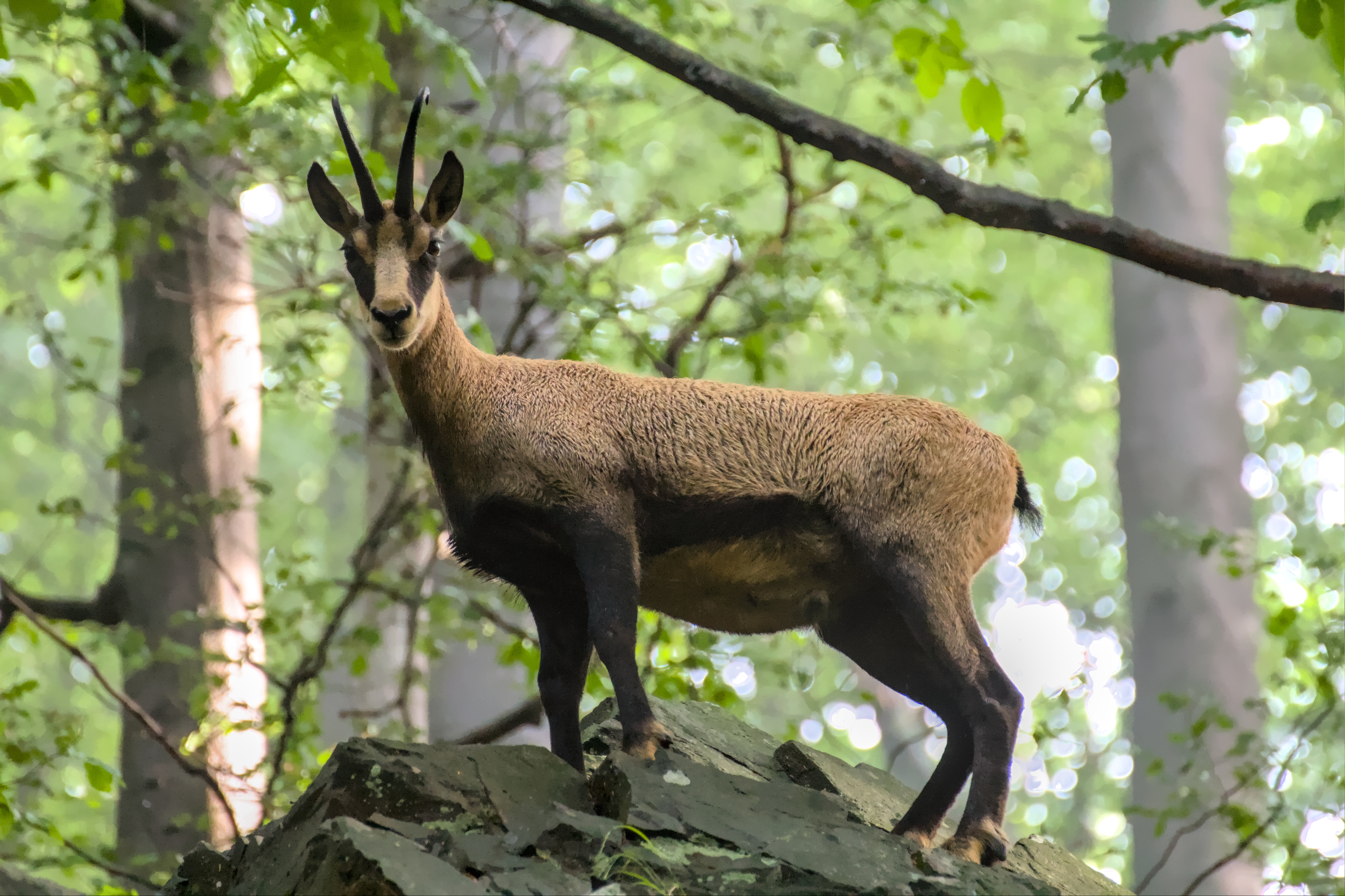
Výskyt kamzíka

## Přístup
Vrchol z východu obtáčí zeleně značená turistická značka z Chřibské do Mlýnů. Z ní vede z rozcestí Pod Chřibským vrchem odbočka na vrchol.